# Devenir européen
Pour les articles homonymes, voir Devenir.
Le Devenir européen, sous-titré Europe unie, était un « organe ethniste-socialiste de doctrine et d'information » animé par le Nantais Yves Jeanne, ancien de la Division Charlemagne et responsable dans les années 1960 de la section française de la World Union of National Socialists.
Se voulant régionaliste, païenne et socialiste, cette revue disparut à la fin des années 1970.
Parmi ses rédacteurs on trouvait Yves Jeanne, directeur, Léon Colas, directeur-adjoint, lui aussi ancien SS et fondateur dans les années 1980 du Cercle spirituel Julius Evola, Goulven Pennaod, alias Georges Pinault, rédacteur en chef, Jean-François d'Heurtebize, René Sylveste, Pierre Magne, Jean Jacquinot et Michel Bonnot.

## Référence
1. ↑  Jacques Leclerc, Dictionnaire de la mouvance droitiste et nationale de 1945 à nos jours, L'Harmattan, 2008  (ISBN 978-2-296-06476-8), p. 159. (Lire en ligne. Consulté le 17 mai 2012.)